# Heinrich Friedrich Thomas Schmidt
Heinrich Friedrich Thomas Schmidt, auch Heinrich Schmidt (geboren 17. Januar 1780 in Berlin; gestorben 1845) war ein deutscher Maler, Kupferstecher und Radierer.

## Leben

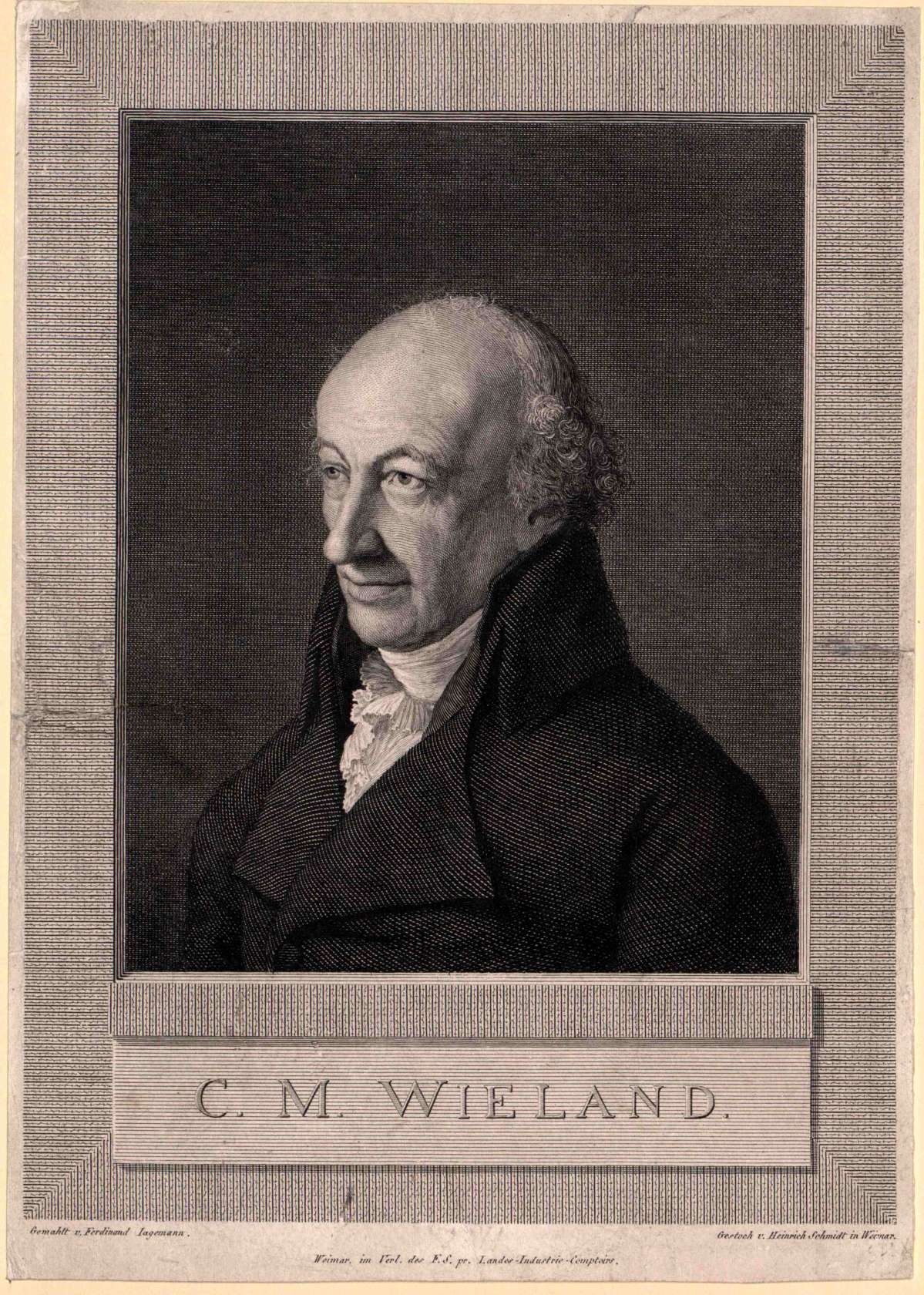
Christoph Martin Wieland nach Ferdinand Jagemann, um 1800;
Kupferstich im Verlag Landes-Industrie-Comptoir des Friedrich Justin Bertuch in Weimar

Geboren 1780 in Berlin als ältester Sohn des sächsischen Hofmalers Johann Heinrich Schmidt, wurde Heinrich Friedrich Thomas Schmidt von seinem Vater schon früh in der Malerei unterwiesen. In Dresden durchlief Schmidt eine Ausbildung in der Kunst des Kupferstechens und erwarb sich schon nach kurzer Zeit einen Ruf als einer „[...] der vorzüglichsten Künstler seines Faches“.
1799 ging Schmidt nach Leipzig und übernahm dort einige Arbeiten, besuchte zu Studienzwecken dann auch die französische Hauptstadt Paris. In den Jahren von 1805 bis 1809 wirkte Schmidt in Weimar.
Nach der sogenannten „Franzosenzeit“ und der Erhebung des vormaligen Kurfürstentums Hannover zum Königreich Hannover und rund ein Jahrhundert, nachdem Gottfried Wilhelm Leibniz bereits am 20. Dezember 1715 Nikolaus Seeländer als Kupferstecher der seinerzeitigen Kurfürstlich Hannoverschen und Königlich Großbritannischen Bibliothek angeregt hatte, damit dieser Illustrationen zu dem Leibniz’schen Werk der Geschichte der Welfen anfertigen würde, erhielt der Direktor der nunmehr Königlich Hannoverschen Bibliothek, Johann Georg Heinrich Feder, am 17. Februar 1816 die Mitteilung, dass der aus Berlin stammende Heinrich Friedrich Thomas Schmidt zum Hofkupferstecher ernannt worden sei – ohne dass Feder zuvor einen entsprechenden Antrag gestellt hatte. Tatsächlich ließ sich Schmidt, als Nachfolger von Johann Philipp Ganz, dann auch zeitweilig in Hannover nieder. Allerdings hatte Schmidt offensichtlich wenig Ambitionen, sich „[...] im Dienste des Staates zu verzehren:“ Als der Generalpostmeister Wilhelm August von Rudloff von Schmidt Illustrationen für eine für den 26. November 1816 zu veröffentlichende Verordnung zwecks neuer Uniformen der Postbediensteten erwartete, weigerte sich Schmidt, ja suchte Rudloff nicht einmal auf, bis dieser den Auftrag schließlich anderweitig vergab.
Aus mehreren erhaltenen Briefen an den Hofrat und Bibliotheksdirektor Feder sowohl von Rudloff als auch von Schmidt ergab sich, dass Schmidt die ihm zugedachten staatlichen Aufträge als unterhalb seiner Qualifikation ablehnte. Und er muss eine hochgestellte Gönnerschaft gehabt haben, um dennoch nicht in Ungnade gefallen zu sein. Stattdessen bewilligte ihm das hannoversche Ministerium am 20. September 1817 einen dreimonatigen Urlaub für eine Reise in das Königreich Sachsen. Zudem hatte sich der Künstler in Hannover offenbar ein chronisches körperliches Leiden zugezogen, das sein weiteres künstlerisches Schaffen nachhaltig negativ beeinflusste: Schmidt arbeitete zwar noch ab und an, erarbeitete im Wesentlichen aber oftmals nur noch kleinere Stiche für Almanache.
Schmidt wurde nach seiner Ernennung zum  Hofkupferstecher Kollege des Hannoveraner Hofmalers Johann Heinrich Ramberg. Beide verband nicht nur eine über viele Jahre andauernde Arbeitsbeziehung.  Am 19. Januar 1817 zählte Schmidt neben anderen Künstlern wie dem Maler Burchardt Giesewell zu den Gästen anlässlich der Verlobung von Sophie Ramberg, älteste Tochter des Hofmalers, mit dem Königlich Hannoverschen Oberstleutnant Ludwig Jasper (1778–1839), im Hause Helwing, Kramerstraße 13; Schmidt und Giesewell sind Zeugen der Verlobten.
Am 25. September 1823 bewilligte das hannoversche Ministerium Schmidt wiederum Urlaub, diesmal für zwei Jahre für eine Kunstreise nach Süddeutschland – und benachrichtigte die Bibliothek entsprechend. Dieser Urlaub wurde anschließend noch einmal um ein Jahr verlängert. Doch auch dann kehrte Schmidt nicht zurück in die Stadt, die aufgrund der Personalunion zwischen Großbritannien und Hannover lange als „verwaiste Residenzstadt“ galt, da sich der Landesherr – und mit ihm der gesamte Hofstaat – als King George IV. nahezu durchgängig im Kernland des British Empire aufhielt, im Vereinigten Königreich Großbritannien und Irland.
Als Georg Heinrich Pertz 1827 die Leitung der Königlichen Bibliothek in Hannover übernahm, „[…] stellte er mit Verwunderung fest, daß der Kupferstecher nicht da war, obwohl sein Urlaub nach Auskunft der Akten längst abgelaufen war.“ In seinem Bericht vom 26. Januar 1829 an das Ministerium bat er um Aufklärung und erläuterte, der Hofkupferstecher habe Abbildungen für die vom Bibliothekar verfassten oder herausgegebenen Geschichtswerke (wie etwa die Monumenta Germaniae Historica) herzustellen. Pertz habe bisher jedoch keinerlei Kupferstichplatten Schmidts vorfinden können. Nun musste das Ministerium reagieren, sandte am 2. Februar 1829 ein Schreiben an Schmidt nach Dresden mit der Aufforderung, bis Ostern des Jahres nach Hannover zurückzukehren. Erst jetzt (sic) wurde das bis dahin regelmäßig gezahlte Gehalt des hannoverschen Hofkupferstechers vorläufig gesperrt: „[…] Schmidt hat es wahrscheinlich als unzumutbar empfunden, daß er für sein Gehalt noch etwas leisten sollte; das Jahr 1830 gilt als Ende seiner Anstellung in der [hannoverschen] Bibliothek.“
Nachfolger Schmidts und letzter Inhaber des hannoverschen Kupferstecheramtes wurde Georg Heinrich Busse.

## Bekannte Werke (Auswahl)
- 1807 (fol.): Brustbild des Friedrich von Schiller, gestochen für den Nürnberger Verleger Johann Friedrich Frauenholz[1]
- Brustbild von Christoph Martin Wieland nach Ferdinand Jagemann[1]
- Brustbild (fol.) von Emanuel Kant[1]
- Brustbild in eingefasstem punktierten Oval: Marschall Guillaume-Marie-Anne Brune nach rechts, Kopf unter Zweispitz etwas nach links. Unter dem Bild (97 × 83 mm) „Brune“, in Punktierstich mittig die Signatur „Schmidt Sc.“[9]
- Kupferstiche zu Schillers Werken nach Vorlagen von Johann Heinrich Ramberg[10]

## Archivalien
An Archivalien von und über Heinrich Friedrich Thomas Schmidt finden sich beispielsweise
- Alt-Akten, V 123, passim in der Gottfried Wilhelm Leibniz Bibliothek – Niedersächsische Landesbibliothek[7]